# Anhinga asiàtica
L'anhinga asiàtica (Anhinga melanogaster) és una espècie d'ocell de la família dels anhíngids (Anhingidae) que habita pantans, aiguamolls i llacs d'Àsia meridional i sud-oriental, des d'Iraq cap a l'est, per l'Índia i Sri Lanka fins a Myanmar, Tailàndia i el Sud-est Asiàtic, Sumatra, Java, Borneo, Sulawesi i Filipines.